# Sampan
Sampan (kitajsko: 舢舨; pinjin: shānbǎn; Pe̍h-ōe-jī: sam-pán) je tip azijskega čolna z relativno ploskim dnom. Večinoma se uporabljajo na rekah, jezerih in ob obalah morja. V nekaterih primerih imajo manjšo hišico, ki kdaj služi kot bivališče. Sampani niso primerni plovbo na odprtem morju, ker niso grajeni za slabo vreme. 

## Galerija
- Tradicionalni hongtou (rdeča glava) sampani v Šanghaju, Kitajska
- Sampan, ki se vrača iz ribolova
- Japonski sampan, pred letom 1886
- Majhen sampan za prevoz ljudi v Hong Kongu
- A Sampan in Shanghai, China Arhivirano 2013-11-13 na Wayback Machine.